# Neoitamus pediformis
Neoitamus pediformis là một loài ruồi trong họ Asilidae. Neoitamus pediformis được Becker miêu tả năm 1925. Loài này phân bố ở miền Ấn Độ - Mã Lai.